# Xenorhina arndti
Espèce
Xenorhina arndti est une espèce d'amphibiens de la famille des Microhylidae.

## Répartition
Cette espèce est endémique de Nouvelle-Guinée occidentale. Elle se rencontre de 500 à 860 m d'altitude dans les monts Fakfak.

## Étymologie
Cette espèce est nommée en l'honneur de Rudolf G. Arndt.

## Publication originale
- Günther, 2010 : Description of a new microhylid frog species of the genus Xenorhina (Amphibia:Anura: Microhylidae)from the FarFax Mountains, far western New Guinea. Vertebrate Zoology Dresden, vol. 60, no 3, p. 217-224 (texte intégral).